# Équipe de Tchécoslovaquie de rugby à XV
L'équipe de Tchécoslovaquie de rugby à XV rassemblait les meilleurs joueurs de rugby à XV du pays jusqu'à la dissolution de la Tchécoslovaquie le 31 décembre 1992. Elle a disputé 149 matches durant cette période, remportant 69 victoires pour 75 défaites et cinq matches nuls.

## Palmarès
- Deuxième de la Victory Cup en 1960
- Deuxième de la Peace Cup en 1961 et en 1962.

## Statistiques des confrontations

### Matches à domicile
| Adversaire | Nombre de matches | Victoires | Nuls | Défaites | % Victoires |
| ---------- | ----------------- | --------- | ---- | -------- | ----------- |
| Pologne    | 21                | 10        | 1    | 10       | 50,0        |
| Roumanie   | 19                | 0         | 1    | 18       | 2,6         |
| Allemagne  | 15                | 9         | 1    | 5        | 63,3        |
| Italie     | 12                | 1         | 1    | 10       | 12,5        |
| R.D.A.     | 11                | 10        | 0    | 1        | 90,9        |
| France     | 10                | 0         | 0    | 10       | 0,0         |

### Matches à l'extérieur
| Adversaire       | Nombre de matches | Victoires | Nuls | Défaites | % Victoires |
| ---------------- | ----------------- | --------- | ---- | -------- | ----------- |
| Allemagne        | 14                | 8         | 1    | 5        | 60,7        |
| Pologne          | 10                | 4         | 0    | 6        | 40,0        |
| Roumanie         | 9                 | 1         | 1    | 7        | 16,6        |
| Italie           | 7                 | 0         | 1    | 6        | 7,1         |
| France           | 7                 | 0         | 0    | 7        | 0,0         |
| Union soviétique | 5                 | 0         | 0    | 5        | 0,0         |

## Joueurs emblématiques
- František Ruber
- Zdeněk Barchánek
- Eduard Krutzner
- Bruno Kudrnak